# مشعل الحمدان
مشعل الحمدان، هو لاعب كرة قدم سعودي يلعب كمدافع لنادي الفتح .

## روابط خارجية
- مشعل الحمدان على موقع Soccerway.com (الإنجليزية)